# Bieniowice (gromada)
Bieniowice – dawna gromada, czyli najmniejsza jednostka podziału terytorialnego Polskiej Rzeczypospolitej Ludowej w latach 1954–1972.
Gromady, z gromadzkimi radami narodowymi (GRN) jako organami władzy najniższego stopnia na wsi, funkcjonowały od reformy reorganizującej administrację wiejską przeprowadzonej jesienią 1954 do momentu ich zniesienia z dniem 1 stycznia 1973, tym samym wypierając organizację gminną w latach 1954–1972.
Gromadę Bieniowice z siedzibą GRN w Bieniowicach utworzono – jako jedną z 8759 gromad na obszarze Polski – w powiecie legnickim w woj. wrocławskim, na mocy uchwały nr 18/54 WRN we Wrocławiu z dnia 2 października 1954. W skład jednostki weszły obszary dotychczasowych gromad Bieniowice, Szczytniki n/Kaczawą, Miłogostowice i Pątnów Legnicki ze zniesionej gminy Kunice w tymże powiecie. Dla gromady ustalono 15 członków gromadzkiej rady narodowej.
1 stycznia 1960 gromadę zniesiono, a jej obszar włączono do gromad: Kunice (wsie Bieniowice i Pątnów), Prochowice (wieś Szczytniki n/Kaczawą) i Rzeszotary (wieś Miłogostowice) w tymże powiecie.